# Steinkiste von Rebildhede
Die Steinkiste von Rebildhede (dänisch Rebildhede Hellekiste; auch Tøttruphus skovpart/afd. 77 oder Skørping SB 174 genannt) liegt östlich von Rebild, westlich von Skørping in der Region Nordjylland in Dänemark. 
In einem Rundhügel von 1,2 m Höhe und etwa 15,0 m Durchmesser liegt in einer ovalen Grube eine 1929 teilweise ausgegrabene große Steinkiste (dänisch Storstenskisten). Die Kammer misst etwa 5,5 m × 2,5 m und besteht auf jeder Längsseite aus fünf Orthostaten und zwei (im Norden) bzw. drei (im Süden) auf den Schmalseiten.
Sie war mit drei Decksteinen bedeckt. Der mittlere Stein befindet sich in situ. Eine Vorkammer (oder ein Gang) im Süden besteht aus zwei Orthostaten und einem kleinen Deckstein. Die Kammer ist noch teilweise in die Überreste ihres Hügels eingebettet.